# KkStB 10 sorozat
A kkStB 10 sorozatú (később BBÖ 10 sorozatú) mozdonyok osztrák gyorsvonati gőzmozdonyok voltak.

## Létrejötte
A Császári és Királyi Osztrák Államvasutak (kkStB) a 110 sorozatú 1'C1' tengelyelrendezésű mozdonyaival kedvező tapasztalatokat szerzett, ezért úgy döntött, hogy a sorozatgyártását a típus kifejlesztése óta a mozdonytechnika területén bekövetkezett újításokat felhasználva folytatja. Ez elsősorban a túlhevített gőz alkalmazását jelentette. Bár kisebb mértékű túlhevítést már a 110.500 alsorozatnál alkalmazott Gölsdorf–Clench-rendszerű gőzszárítóval is elértek, ez a szerkezet – elsősorban a szükséges harmadik csőfalnál tartósan nem megoldható tömítés miatt – nem vált be. Ezért végül Karl Gölsdorf is a 306 sorozatnál már alkalmazott Schmidt-rendszerű füstcsöves túlhevítő alkalmazás mellett döntött.
Az első három mozdony 1909-ben készült el az ÁVT Gépgyárában és a 10.01–03 sorozatjelet és pályaszámot kapták. Bár a logikus sorozatjel a 210 lett, ezt időközben már lefoglalta egy új, 1'C2' tengelyelrendezésű mozdony prototípusa. A mozdonyok kinézete szinte megegyezett a 110 sorozatéval és Gölsdorf a mozdony szerkezetében is igyekezett csak a feltétlenül szükséges, minimális változtatásokat végrehajtani.

## Szerkezete
A 10 sorozatú mozdonyok tehát belső keretes, 1'C1' tengelyelrendezésű, azaz három, a keretbe ágyazott kapcsolt kerékpárral, valamint előttük és mögöttük egy-egy, a pályaívekbe beállni képes futókerékpárral készült túlhevített gőzű négyhengeres kompaund, szerkocsis gőzmozdonyok voltak.

### Kazán
A kazán megegyezett a 380 sorozatnál alkalmazottal: a 15 mm-es lemezekből álló porosz-, más néven Becker-rendszerű állókazán megegyezett a 110 sorozatéval. A hosszkazán hátsó, kúpos övének 1,71 méteres átmérője változatlan maradt, ugyanakkor az elülső övek átmérője 1,626 méterre nőtt. A hosszkazán tengelye (középvonala) magasabbra a sínkorona fölött 2,905 m-re került. A kazánt a szokásos módon a füstszekrény alatt, a füstszekrénytartónál rögzítették a kerethez, így hátrafelé dilatálhatott. Az osztrák mozdonyoknál szokásos módon a harmadik kazánövön, melynek átmérője hátrafelé kúposan növekedett, a harmadik kapcsolt tengely vonalában helyezték el a gőzdómot. A gőzdóm fedelére 2 db közvetett Coale-rendszerű közvetlen rugóterhelésű biztonsági szelepet szereltek. A gőzdómból cső vezetett az állókazán hátfalán kialakított és a lövettyűkhöz is. A gőzdómba vízelválasztót építettek. A füstszekrényben elhelyezett gőzgyűjtőszekrény miatt a füstszekrény hossza megnőtt de ezért (a súlylimit miatt) a csőfalköz 5,2-ről 4,9 méterre csökkent.
A kazánba korábbi 282 helyett mindössze 157 darab 48/53 mm átmérőjű folytvas tűzcsövet építettek, a többi helyére négy sorban összesen 24 db 125/133 mm átmérőjű füstcsövet építettek. A füstcsövekbe 30/38 mm átmérőjű csövekből álló túlhevítőelemek kerültek. A meghosszabbított (nem egészen 1,8 m hosszú) füstszekrényben helyezték el az amerikai rendszerű szikrafogót, a csappantyús gőzfúvót és a túlhevítő gőzgyűjtőszekrényét. A túlhevítő rendszere megegyezett 306 sorozatnál bevált megoldással. A túlhevítés szabályozása túlhevítő-védőszekrénnyel és az azon elhelyezett csappantyúkkal történt, melyeket egy kis gőzhenger (az ún. szervomotor vagy automata) mozgatott. A túlhevítőkamrába integrálták a Nordwestbahnnál alkalmazott kettős fogaskerekes működtetésű egyszerű síktolattyús gőzszabályzót. Innen a gőz a túlhevítő gőzgyűjtőszekrény nedvesgőz-kamrájába, majd a túlhevítőelemeken át a túlhevítettgőz-kamrájába jutott, ahonnan a nagynyomású gőzhengerekhez áramlott.  A füstszekrényajtó az osztrák mozdonyoknál szokásos kétszárnyú kivitelű volt. A kazánt 2 db, a mozdonysátorban függőlegesen elhelyezett Friedmann-rendszerű ST. osztályú 9 mm-es furatú szívó, ún. „restarting” frissgőz-lövettyű táplálta vízzel, melyek közül a bal oldalinak 9 mm-es furata és 183 liter/perc teljesítménye, a jobb oldalinak 10 mm-es furata és 230 liter/perc teljesítménye volt.

### Gépezet
A mivel Gölsdorf igyekezett a mozdony minél kevesebb elemét megváltoztatni, ezért a gépezetet is csak a legszükségesebb mértékben változtatta meg: a két nagynyomású, a keretlemezeken belül elhelyezett henger átmérőjét a túlhevített gőz nagyobb hőtartalma miatt 20 mm- nagyobb átmérőjűre készítette és a nagy gőzhőmérséklet miatt széles, rugalmas, önfeszítő gyűrűs dugattyús tolattyúkat alkalmazott. A vezérmű változatlanul tartása érdekében azonban a tolattyúk külső beömlését megtartotta. Ez ugyan kedvezőtlen abból a szempontból, hogy így kívül a nagyobb nyomású és hőmérsékletű beömlő gőz miatt tömszelencékre van szükség, de Gölsdorf indoklása szerint kompaund mozdonynál még a kiömlő gőz tulajdonságai is igényelnék ezt, tehát mindenképpen szükség volna rá. A külső, kisnyomású hengerek és síktolattyúik változatlan kivitelben kerültek átvételre. A hengerek a Borries-rendszernek megfelelően továbbra is valamennyien a második kapcsolt kerékpárt hajtották. A dugattyúrúd átmenő rendszerű volt; elöl a rúdvezeték nyitott hüvelyben futott. A nagynyomású dugattyúrudak tömszelencéi Schmidt-rendszerű fém-, a kisnyomásúak tömszelencéi Huhn-rendszerű ólmos tömítéssel készültek. A keresztfejek egyvezetékesek voltak. A hajtó- és csatlórudak I alakú keresztmetszettel készültek.
A gőzhengerek üresjárati munkájának a hengerfedelekre, illetve az átömlőre ún. Ricour-szelepet szereltek. Az elődtípussal azonos módon a mozdonyok gépezetét Gölsdorf-rendszerű indítókészülékkel is ellátták.
A Heusinger–Walschaert-rendszerű vezérművek elemei azonosak voltak a 110 sorozatéval.

### Keret, futómű, mozdonysátor
A keret és a mozdonysátor megegyezett a 110 sorozatéval. A nikkelacélból készített könyökös hajtótengelyt elődjétől eltérően a witkowitzi vasmű szabadalma alapján három külön részből állították össze. A hátsó Adams-rendszerű beálló tengelyes futókerékpár oldalirányú eltolhatósága 38,5–38,5 mm-re csökkent.

### Segédberendezések
A gőzben lévő alkatrészek kenéséről két nyolcnyílású Friedmann-rendszerű KD jelű dugattyús melegalkatrész-kenőszivattyú gondoskodott, az egyéb szerelvények azonosak voltak a 110 sorozatéval.

### Szerkocsi
A 10 sorozatú mozdonyokhoz a 110 sorozattal megegyezően a kkStB egyik szabványos háromtengelyes szerkocsitípusát, a 56 sorozatú szerkocsit kapcsolták. A külső keretes szerkocsi hossztartóit elöl a kapocsszekrény, hátul a vonószekrény kötötte össze. A tengelyek távolsága eltérő, az 1.–2. tengely között 1,7 m, a 2.–3. tengely között 1,5 méteres volt. A tengelyek rugózását laprugók biztosították, melyeket egymással nem kötöttek összes. A szögletes víztartály tetejének két oldalán Gölsdorf-rendszerű töltővályút alakítottak ki, ezek között, a tartályba előre benyúlva helyezkedett el a felülről nyitott szénférő. A szerkocsi minden kerékpárját egy oldalról, hátulról fékezték.

## Az első tapasztalatok és a sorozatgyártás
Az első három elkészült 10 sorozatú mozdonyt Salzburg fűtőházához állomásították, ahol kezdetben nem hozták a várt kedvező eredményeket. A mozdonyok sokat fogyasztottak és egyenlőtlenül jártak. Bár műhelybe is állították őket, a hibát nem találták meg. A talányt a mozdonyok ismételt forgalomba állítása után egy mozdonyvezetői „hiba” oldotta meg: az indítókészülék emeltyűjét véletlenül átállította, melynek hatására a mozdony „életre kelt”. Kiderült, hogy a gyárban az emeltyű fogantyúját hibásan szerelték be, így a mozdonyok tulajdonképpen ikergépezetűként működtek.
A kkStB 1909–1910 között összesen még további 16 db 10 sorozatú mozdonyt vásárolt. A járművek közül:
- a már említett három prototípust Lokomotivfabrik der StEG Bécsben,
- a 10.04–05 és a 10.12–19 pályaszámúakat a Bécsújhelyi Mozdonygyár, míg
- a 10.06–11 pályaszámúakat a prágai Első Cseh-Morva Gépgyár (BMMF) szállította.

A 10.18 pályaszámú jármű volt a Bécsújhelyi Mozdonygyár 5000. gyári számú mozdonya. A mozdonyok hadijele változatlanul {\displaystyle {\tfrac {\mathrm {III\ 375} }{\mathrm {A} _{1}}}} volt.

## További pályafutásuk
A mozdonyok honállomása 1910-ben az alábbiak szerint alakult:
- 5 db Wien I (West),
- 7 db Salzburg
- 7 db Villach.

A bécsi mozdonyok a Bécs és Lint között az Orient expresszet továbbították, a salzburgi mozdonyok 110 sorozattal együtt Salzburg–Wörgl és a Salzburg–Innsbruck, míg a villachiak a Tauernbahnon keresztül Salzburgig közlekedtek. A mozdonyok ugyanazt a terhelést 30%-kal kisebb üzemanyag-fogyasztással továbbították, mint a 110-esek. A 310 sorozatú mozdonyok forgalomba állítása után 1914-re 8 példány Salzburgban, 11 db Villachban állomásozott.
Az első világháború után az összes példány a BBÖ-höz került, ahol megtartották a korábbi pályaszámaikat. Az osztrák vasútvonalak fokozatos villamosításával Linzbe kerültek, ahonnan Enn-völgyi vonalat és a Pyhrnbahn-vasút forgalmában vettek részt. A hatásfok javítására a sorozat mozdonyaira Dabeg-rendszerű tápvíz-előmelegítőt szereltek. Az Anschlusst követően a mozdonyokat – a 110 sorozattal ellentétben – DRB-nél gyorsvonati mozdonynak tekintették és a 15 001–019 pályaszámokat kapták. 1940-ben öt példányt Bischofshofenbe állomásítottak, a Gesäuse-vonal sebes- és személyvonatait továbbították. A második világháború utána valamennyi példány az ÖStB-hez, onnan pedig az t Osztrák Szövetségi Vasutakhoz került, mely a DRB-pályaszámokon üzemeltette őket tovább. Az 1953-as új számozási rendszer bevezetését – mely e sorozat járműveit változatlan sorozatjellel és számokkal vette át – mindössze a sorozatjel és a pályaszám közé került pont (.), a 100-nál alacsonyabb pályaszámú járművek pályaszáma pedig régi osztrák mintára két számjegyű lett – már csak 13 mozdony érte meg. 1954-ben hét, 1955-ben három, 1956-ban két mozdonyt selejteztek.
Az egyetlen megmaradt példány a 15.13 pályaszámú mozdony volt, Amstetten honállomással gyorstehervonatokat továbbított a bécsi elővárosi vonalakon (Vorortelinie) Wien Nordwestbahnhofig. A járművet 1957-ben üzemen kívül helyezték, 1962-ben fűtőgéppé alakították. Jelenleg a strasshofi vasúti múzeumban van kiállítva.